# Aral Şimşir
Doğuhan Aral Şimşir (Køge, Dinamarca, 19 de junio de 2002) es un futbolista danés que juega de delantero en la F. C. Midtjylland de la Superliga de Dinamarca.

## Trayectoria
Nació en Dinamarca, de padres turcos. Su familia procede de la Provincia de Sivas, en la Región de Anatolia Central, razón por la que lleva el número 58 como número de camiseta, el número de registro de la región. Inicialmente jugó en las categorías inferiores del HB Køge antes de fichar por el F. C. Midtjylland en la categoría sub-15.
El 1 de junio de 2020, con 17 años, debutó en la Superliga de Dinamarca al entrar en el minuto 64 en sustitución de Anders Dreyer en la derrota por 1-0 ante el A. C. Horsens. El Midtjylland se clasificó para la ronda de campeones, en la que disputó dos partidos más con el primer equipo, en los que el club acabó como campeón.
El 22 de septiembre de 2021 marcó su primer gol como profesional en la victoria por 5-0 sobre el Kjellerup IF en la Copa de Dinamarca.
El 7 de marzo de 2022 fichó por el FK Jerv en calidad de cedido para la temporada 2022. Marcó su primer gol con el club el 18 de abril, convirtiéndose en el autor del gol de la victoria por 1-0 contra el Kristiansund BK en la Eliteserien.
El 9 de junio de 2023 marcó el único gol de la victoria por 1-0 ante el Viborg FF en la Superliga de Dinamarca 2022-23 en un partido de repesca europea, asegurándose un puesto en la Liga Europa Conferencia de la UEFA 2023-24.
El 29 de junio de 2023 firmó un nuevo contrato de larga duración con el Midtjylland, que le mantendría en el club hasta 2028.

## Selección nacional
Nacido en Dinamarca, es de ascendencia turca. Anteriormente representó a Dinamarca en selecciones juveniles, antes de pasarse a Turquía con la selección sub-21 de Turquía en 2022.

## Controversias antisemitas
Ha sido acusado de hacer repetidos comentarios antisemitas durante un partido de la Liga Europa de la UEFA entre el campeón israelí, el Maccabi Tel Aviv F. C. y el F. C. Midtjylland en octubre de 2024. Durante la primera y la segunda parte del partido, se le oyó gritar "Espero que os muráis", "Libertad a Palestina" y "Espero que Israel se queme", así como cánticos antisemitas similares a los jugadores del equipo Maccabi. La UEFA ha confirmado que está investigando los incidentes y que posiblemente lo sancione y al Midtjylland por la conducta.

## Estadísticas

### Clubes
Actualizado al último partido disputado el 25 de mayo de 2025.
| Club                        | Div.          | Temporada     | Liga  | Liga  | Liga   | Copas nacionales | Copas nacionales | Copas nacionales | Copas internacionales | Copas internacionales | Copas internacionales | Total | Total | Total  |
| Club                        | Div.          | Temporada     | Part. | Goles | Asist. | Part.            | Goles            | Asist.           | Part.                 | Goles                 | Asist.                | Part. | Goles | Asist. |
| --------------------------- | ------------- | ------------- | ----- | ----- | ------ | ---------------- | ---------------- | ---------------- | --------------------- | --------------------- | --------------------- | ----- | ----- | ------ |
| F. C. Midtjylland Dinamarca | 1.ª           | 2019-20       | 3     | 0     | 0      | —                | —                | —                | —                     | —                     | —                     | 3     | 0     | 0      |
| F. C. Midtjylland Dinamarca | 1.ª           | 2020-21       | —     | —     | —      | 1                | 0                | 0                | —                     | —                     | —                     | 1     | 0     | 0      |
| F. C. Midtjylland Dinamarca | 1.ª           | 2021-22       | 1     | 0     | 0      | 1                | 1                | 0                | 0                     | 0                     | 0                     | 2     | 1     | 0      |
| FK Jerv · Noruega           | 1.ª           | 2022          | 20    | 3     | 3      | 3                | 0                | 0                | —                     | —                     | —                     | 23    | 3     | 3      |
| FK Jerv · Noruega           | Total club    | Total club    | 20    | 3     | 3      | 3                | 0                | 0                | 0                     | 0                     | 0                     | 23    | 3     | 3      |
| Lillestrøm SK · Noruega     | 1.ª           | 2022          | 6     | 0     | 0      | —                | —                | —                | —                     | —                     | —                     | 6     | 0     | 0      |
| Lillestrøm SK · Noruega     | Total club    | Total club    | 6     | 0     | 0      | 0                | 0                | 0                | 0                     | 0                     | 0                     | 6     | 0     | 0      |
| F. C. Midtjylland Dinamarca | 1.ª           | 2022-23       | 16    | 3     | 5      | —                | —                | —                | 1                     | 0                     | 0                     | 17    | 3     | 5      |
| F. C. Midtjylland Dinamarca | 1.ª           | 2023-24       | 25    | 4     | 1      | 2                | 0                | 0                | 6                     | 0                     | 0                     | 33    | 4     | 1      |
| F. C. Midtjylland Dinamarca | 1.ª           | 2024-25       | 23    | 3     | 6      | 1                | 1                | 0                | 13                    | 2                     | 4                     | 37    | 6     | 10     |
| F. C. Midtjylland Dinamarca | Total club    | Total club    | 68    | 10    | 12     | 5                | 2                | 0                | 20                    | 2                     | 4                     | 93    | 14    | 16     |
| Total carrera               | Total carrera | Total carrera | 94    | 13    | 15     | 8                | 2                | 0                | 20                    | 2                     | 4                     | 122   | 17    | 19     |

## Palmarés

### Títulos nacionales
| Título                 | Club              | País      | Año  |
| ---------------------- | ----------------- | --------- | ---- |
| Superliga de Dinamarca | F. C. Midtjylland | Dinamarca | 2024 |